# Dez Mandamentos

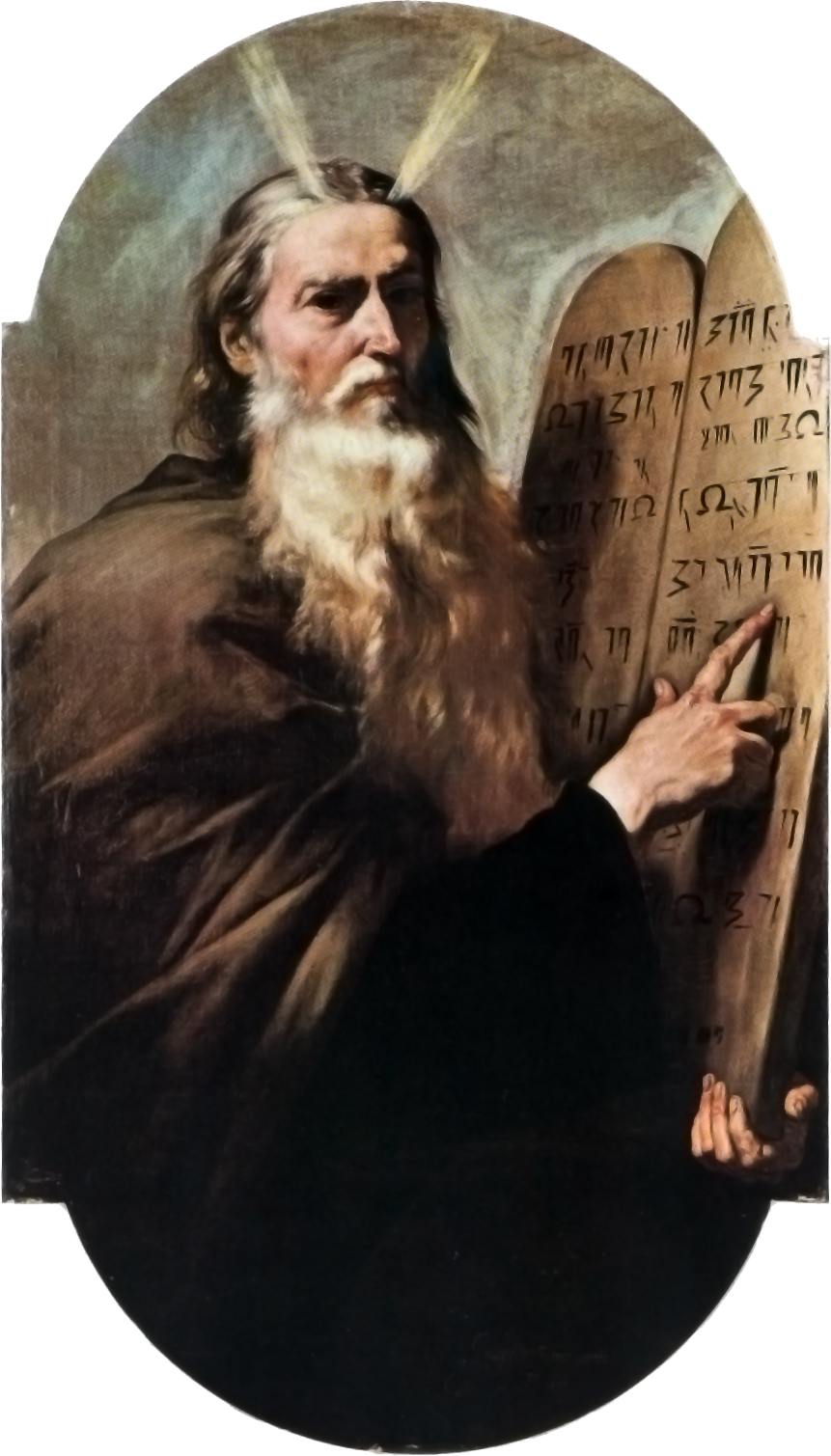
Os Dez Mandamentos,
por Spagnoletto, 1638

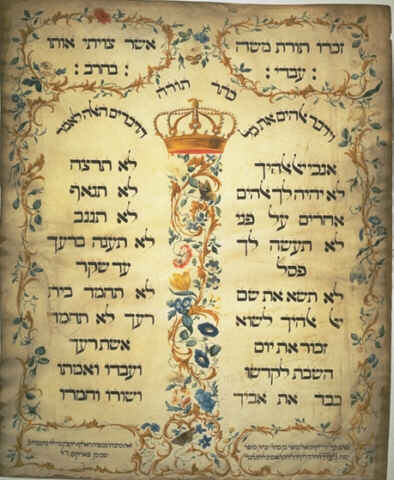
Arte sefardita. Decálogo de Jekuthiel Sofer, 1768, que imita o formato das duas tábuas de pedra. Bibliotheca Rosenthaliana, Amesterdã

Nas religiões abraâmicas, os Dez Mandamentos (em hebraico: עֲשֶׂרֶת הַדִּבְּרוֹת, Aseret ha'Dibrot), também conhecidos como Decálogo, são um conjunto de princípios relacionados à ética e à adoração. Os mandamentos aparecem duas vezes na Bíblia hebraica (no Êxodo e no Deuteronômio) e incluem instruções como a de não adorar outros deuses, honrar os pais e guardar o Sabá, bem como proíbem idolatria, blasfêmia, assassinato, adultério, roubo, desonestidade e cobiça. Dependendo de cada tradição religiosa, os mandamentos podem ser numerados e interpretados de forma diferente. Os estudiosos contemporâneos veem prováveis influências em leis e tratados hititas e mesopotâmicos.

## Bíblia
A primeira aparição dos mandamentos na Bíblia é em Êxodo 20:1–17, em que Deus os dita diretamente a Moisés no Monte Sinai. Na segunda, em Deuteronômio 5:5–21, Moisés, depois de ter com Deus no Monte Horebe, retransmite os mandamentos aos hebreus. De acordo com a narrativa bíblica, os mandamentos foram escritos em duas tábuas de pedra pelo dedo de Deus (Ex 31:18). Mais tarde, Moisés quebra as tábuas ao ver o povo adorando o Bezerro de Ouro (Ex 32:1–19), mas um par reserva é fornecido (Ex 34:1). Em nenhuma dessas ocasiões, a expressão "dez mandamentos" é utilizada; isso ocorre apenas em outras passagens (Ex 34:28, Dt 4:13, Dt 10:4).
1 - Não terás outros deuses em desafio a mim. 
2 - Não farás para ti imagem de escultura e não os adorarás. … Não te prostrarás diante deles nem os servirás, …
3 - Não tomarás o nome do Senhor teu Deus em vão.
4 - Lembra-te do dia de sábado para santificá-lo. Trabalharás 6 dias e neles realizarás todos os teus serviços. Contudo, o sétimo dia é o sábado, consagrado por Jeová teu Deus.
5 - Honra teu pai e tua mãe, a fim de que venhas a ter vida longa na terra que Jeová teu Deus te dá.
6 - Não matarás.
7 - Não adulterarás.
8 - Não furtarás.
9 - Não darás falso testemunho contra o teu próximo.
10 - Não cobiçarás a casa do teu próximo, nem sua mulher, nem seus servos e servas, nem seu boi ou jumento, nem coisa alguma que lhe pertença.

### Agrupamentos
Os mandamentos em Êxodo 20:3–17 contêm, na verdade, dezenove declarações. Flávio Josefo agrupa-os assim: Primeiro Mandamento (versículo 3), Segundo Mandamento (versículos 4 a 6), Terceiro Mandamento (versículo 7), Quarto Mandamento (versículos 8 a 11) e Quinto Mandamento ao Décimo Mandamento (versículos 12 a 17, um versículo por Mandamento). Outros, inclusive Agostinho, Bispo de Hipona,[carece de fontes?] consideravam os versículos 3 a 6 um só mandamento, mas dividiam o versículo 17 em dois mandamentos: contra cobiça da mulher alheia (Nono) e contra as demais cobiças (Décimo). A Igreja Católica adotou o agrupamento de Agostinho. O agrupamento primordial, em consistência ontológica, é o da ordem original talmúdica.

## Judaísmo

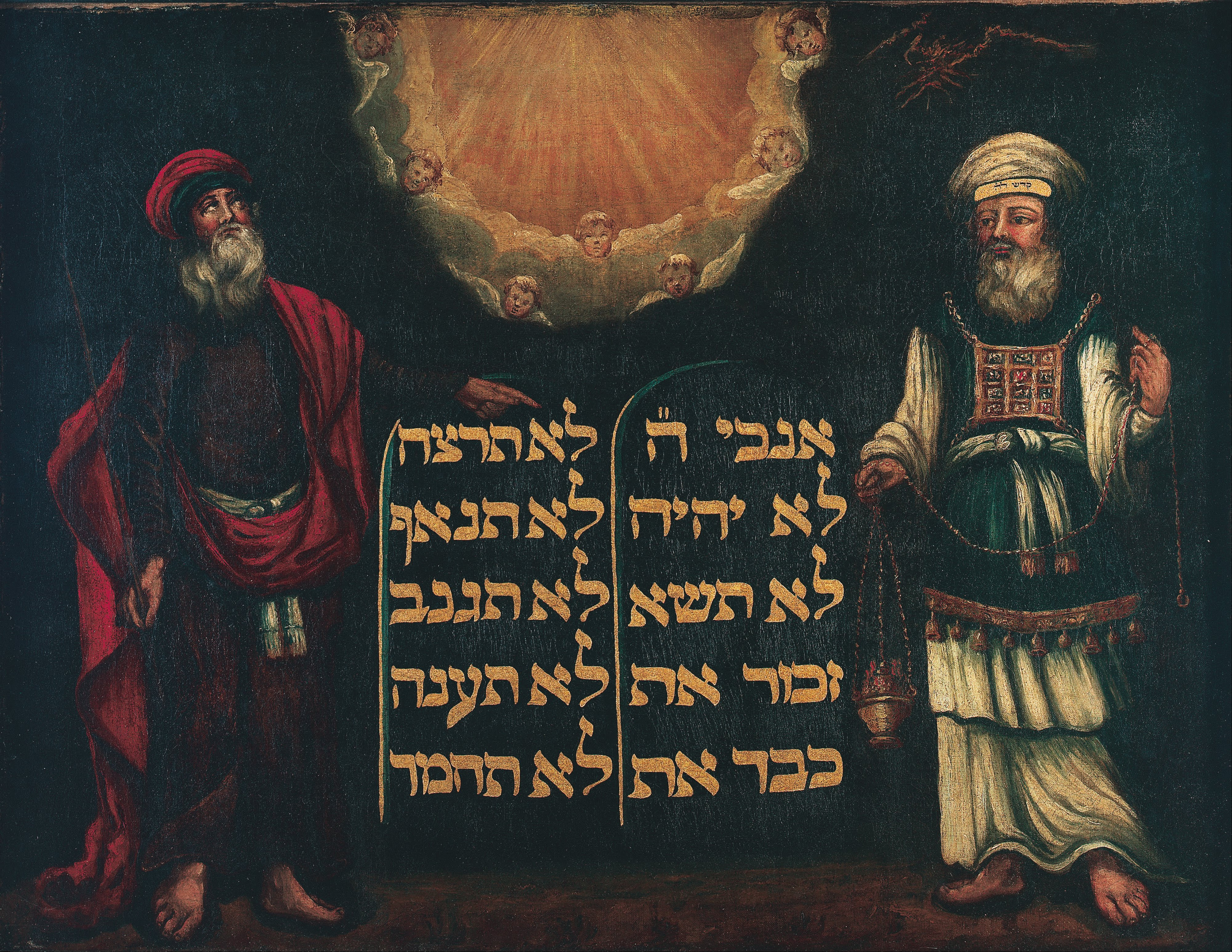
A imagem, retrata Moisés e Arão ao lado da pedra dos Dez Mandamentos, escrito em hebraico.

O Judaísmo guarda a apresentação mandamental apresentada acima, conforme a coluna que exibe sua particular concepção (TAV – versão talmúdica), observando, naturalmente, com inteiro rigor, a prescrição sabática como sendo o quarto mandamento. Judaísmo messiânico, por seu turno, consiste numa vertente do Judaísmo que acolheu e reconheceu Jesus Cristo, alguns guardando o sábado, outros, o domingo.  Além disso, segundo o Judaísmo, a transgressão de apenas um dos 613 mandamentos da Lei infringe toda a Lei, porque é um "conjunto orgânico e indissociável", e a pessoa que o infligiu cometeu pecado, como está escrito em Tiago capítulo 2, versículo 10: "Qualquer que guardar toda a Lei mas tropeçar em um só ponto, tornou-se culpado de todos".:439

## Cristianismo
Conforme já exposto, a apresentação dos Dez Mandamentos observou uma estrutura bem definida, qual exibida originariamente no Livro de Êxodo e reapresentada no Livro de Deuteronômio, com, basicamente, a mesma forma e o mesmo teor. Seu agrupamento temático (conforme os assuntos ou temas espirituais e morais tratados) tem recebido diferentes apreciações, bem como conforme as conveniências de igrejas cristãs variadas.
Segundo S.Lucas, Jesus disse que "(…) convinha que se cumprisse tudo o que de mim estava escrito na Lei de Moisés, e nos Profetas, e nos Salmos."

### Catolicismo

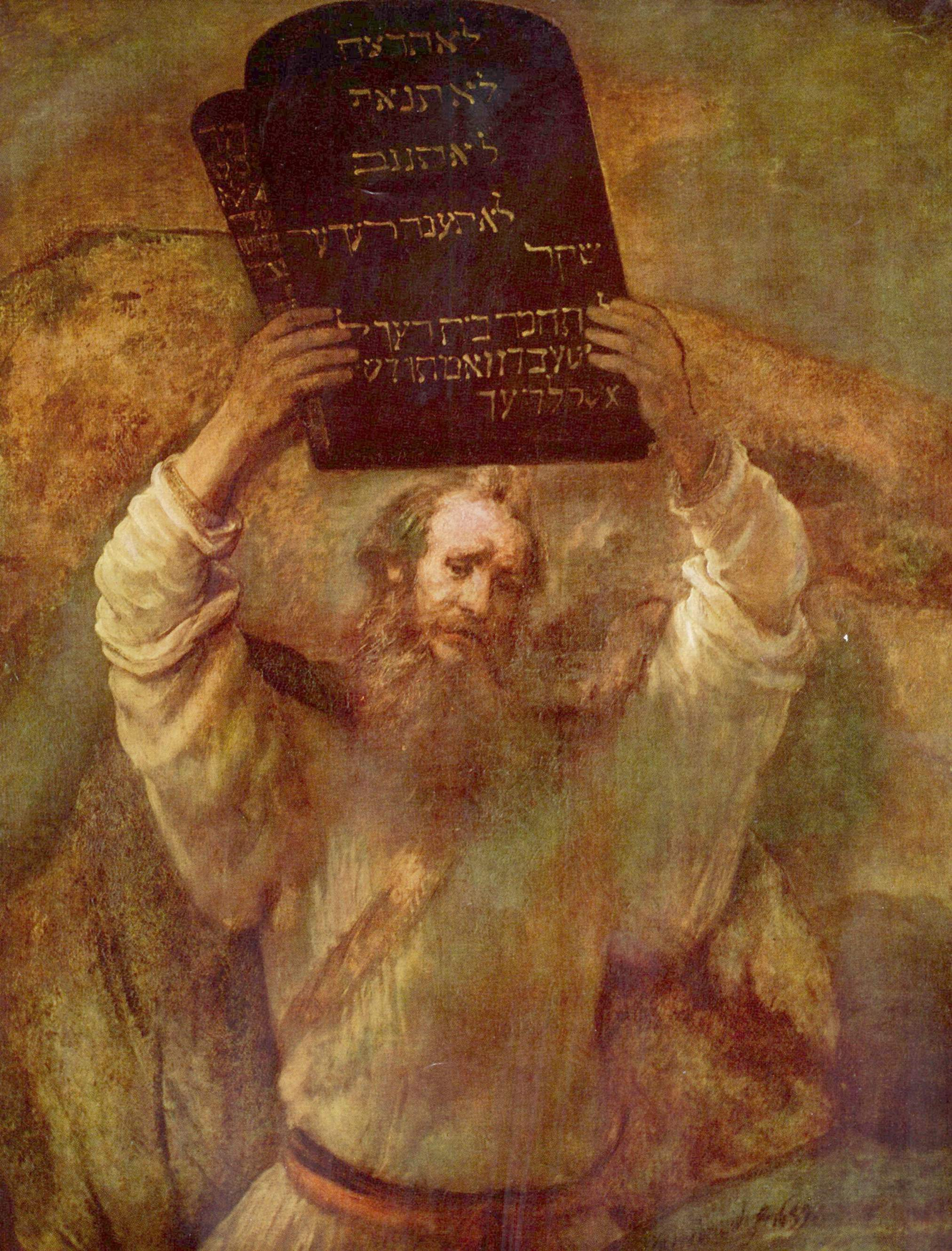
Moisés, grande profeta do Antigo Testamento, traz os Dez Mandamentos ao Povo de Deus.

Segundo a doutrina católica, os Dez Mandamentos sintetizam todas as prescrições do Antigo Testamento. Já a "Nova Lei", exposta por Jesus no Sermão da Montanha, é a base e o fundamento da moral católica, e a igreja exige dos fiéis o cumprimento destas regras. Os Mandamentos "enunciam deveres fundamentais do homem para com Deus e para com o próximo e para com a Igreja".:438, 440 A fórmula de catequese dos Dez Mandamentos proposta pelo Compêndio do Catecismo da Igreja Católica segue a divisão dos mandamentos estabelecida por Agostinho:
- 1.º - Adorar a Deus e amá-lo sobre todas as coisas.
- 2.º - Não usar o Santo Nome de Deus em vão.
- 3.º - Santificar os Domingos e festas de guarda.
- 4.º - Honrar pai e mãe (e os outros legítimos superiores).
- 5.º - Não matar (nem causar outro dano, no corpo ou na alma, a si mesmo ou ao próximo)
- 6.º - Guardar castidade nas palavras e nas obras.
- 7.º - Não furtar (nem injustamente reter ou danificar os bens do próximo).
- 8.º - Não levantar falsos testemunhos (nem de qualquer outro modo faltar à verdade ou difamar o próximo)
- 9.º - Guardar castidade nos pensamentos e desejos.
- 10.º- Não cobiçar as coisas alheias.

#### Jesus e a Nova Lei
Ainda segundo o catecismo católico, ao anunciar o Evangelho e o Reino de Deus, Jesus deu o sentido último às verdades reveladas por Deus ao longo do Antigo Testamento e renovou a aliança entre Deus e os homens, instaurando assim a Nova Aliança.:8, 9, 120 Para Jesus, toda a Lei de Deus resume-se no mandamento do amor a Deus e ao próximo: "Amarás o Senhor teu Deus com todo o teu coração, com toda a tua alma e com toda a tua mente. Este é o maior e o primeiro dos mandamentos. E o segundo é semelhante ao primeiro: amarás o teu próximo como a ti mesmo. Destes dois mandamentos depende toda a Lei e os Profetas" (Mt 22:37–40).:435, 437

### Protestantismo
O Protestantismo concorda, em geral, com a estrutura mandamental original talmúdica, divergindo apenas no que se refere à composição do primeiro mandamento (cf. Ex 20:2), que, às igrejas protestantes em maioria, corresponde a Ex 20:2–3 e, consequentemente, à composição do segundo mandamento (o qual, para o Talmude, corresponde a Ex 20:3–4). A partir do terceiro mandamento, as concepções talmúdica e protestante reformada sobre o Decálogo coincidem.

## Os mandamentos segundo diferentes tradições
A passagem em Êxodo 20:1–17 contém mais de dez declarações — dezenove no total. A tabela a seguir mostra os versículos segundo a versão Bíblia King James Atualizada online e como eles são interpretados por diferentes tradição religiosas, não apenas judaicas ou cristãs. Alguns sugerem que o número dez é apenas uma opção para auxiliar a memorização, em vez de uma questão de teologia.
| Mandamento                                                                                 | Ex 20:1–17 | Dt 5:6–21 | Igreja Ortodoxa | Samaritanos | Judaísmo | Versão de Agostinho | Igreja Católica | Igreja Luterana | Calvinismo |
| ------------------------------------------------------------------------------------------ | ---------- | --------- | --------------- | ----------- | -------- | ------------------- | --------------- | --------------- | ---------- |
| Eu sou Javé, o Senhor, teu Deus, que te fez sair da terra do Egito, da casa da escravidão! | 2          | 6         | —               | —           | 1        | —                   | 1               | —               | 1          |
| Não terás outros deuses além de Mim                                                        | 3          | 7         | 1               | 1           | 2        | 1                   | 1               | 1               | 1          |
| Não farás para ti imagem de escultura                                                      | 4–6        | 8–10      | 2               | 1           | 2        | 1                   | 1               | 1               | 2          |
| Não pronunciarás em vão o Nome de Javé, o SENHOR teu Deus                                  | 7          | 11        | 3               | 2           | 3        | 2                   | 2               | 2               | 3          |
| Lembra-te do dia do sabá, para santificá-lo                                                | 8–11       | 12–15     | 4/dom           | 3           | 4        | 3                   | 3/dom           | 3               | 4/dom      |
| Honra teu pai e tua mãe                                                                    | 12         | 16        | 5               | 4           | 5        | 4                   | 4               | 4               | 5          |
| Não matarás                                                                                | 13         | 17        | 6               | 5           | 6        | 5                   | 5               | 5               | 6          |
| Não adulterarás                                                                            | 14         | 18        | 7               | 6           | 7        | 6                   | 6               | 6               | 7          |
| Não furtarás                                                                               | 15         | 19        | 8               | 7           | 8        | 7                   | 7               | 7               | 8          |
| Não darás falso testemunho contra o teu próximo                                            | 16         | 20        | 9               | 8           | 9        | 8                   | 8               | 8               | 9          |
| Não cobiçarás (a casa do teu próximo)                                                      | 17a        | 21b       | 10              | 9           | 10       | 10                  | 10              | 9               | 10         |
| Não cobiçarás (a mulher do teu próximo)                                                    | 17b        | 21a       | 10              | 9           | 10       | 9                   | 9               | 10              | 10         |
| Não cobiçarás (seus servos, animais, ou coisa alguma que lhe pertença)                     | 17c        | 21c       | 10              | 9           | 10       | 10                  | 10              | 10              | 10         |
| Deuteronômio 27:4                                                                          |            | Dt 27:4   | —               | 10          | —        | —                   | —               | —               | —          |

Tradições:
- Todas as citações das escrituras acima são da Bíblia King James. Clique nos versos no topo das colunas para outras versões.
- LXX: versão Septuaginta, geralmente seguida por cristãos ortodoxos.
- FDA: versão de Filo de Alexandria, basicamente idêntica à Septuaginta, mas com os mandamentos de "não matar " e de "não adulterar"  invertidos. * SPT: versão do Pentateuco Samaritano ou Torá Samaritana, com um mandamento adicional sobre o Monte Gerizim como sendo o décimo.
- TAV:  versão do  Talmude judaico, faz do "prólogo" o primeiro "ditado" ou "matéria" e combina a proibição de adorar outras divindades além de Javé com a proibição da idolatria.
- AHV: versão de Agostinho, segue o Talmude, ao combinar os versículos 3–6, mas omite o prólogo como um mandamento e divide a proibição de cobiçar em dois e segue a ordem de palavras de Dt 5:21 em vez da de Ex 20:17.
- LTV: versão da Igreja Luterana, segue o Catecismo Maior de Lutero, que segue Agostinho, mas omite a proibição das imagens e usa a ordem das palavras de Ex 20:17, em vez das de Dt 5:21 para o nono e décimo mandamentos.
- PRC:  visão da Igreja Calvinista, segue os Institutos da Religião Cristã de João Calvino, que segue a Septuaginta; esse sistema também é usado no Livro Anglicano de Oração Comum.[8]